# Mokie (cheval)
Mokie, surnom de Mohawk, est le plus vieux cheval du monde dont la durée de vie soit été attestée par le Livre Guinness des records. Né en 1985, il meurt en 2025, à l'âge de 40 ans. 

## Histoire
Mokie est un cheval arabe né le 21 février 1985. Il devient la propriété de l'acteur américain Burt Reynolds, dont il reste dans la ferme jusqu'en 1992, quand il est vendu à une femme américaine prénommée Beverly,. Il entre enfin en possession d'Arica Dzama, en Floride, qui durant ses dernière années d'activité en fit un cheval d'équithérapie auprès de personnes en souffrance psychique ou physique.
L'équipe du Livre Guinness des records vérifie son âge le 14 mai 2025. Mokie meurt peu après, le 3 juin. Il a donc vécu 40 ans et 83 jours, battant le record de la jument arabe Echoquette,. L'équipe du Guinness compare cet âge à l'équivalent de 115 ans pour un être humain.